# Биково (Красночикойський район)
Би́ково (рос. Быково) — село у складі Красночикойського району Забайкальського краю, Росія. Входить до складу Коротковського сільського поселення.

## Населення
Населення — 129 осіб (2010; 143 у 2002).
Національний склад (станом на 2002 рік):
- росіяни — 99 %